# Campo de Leis
Campo de Leis es una aldea española situada en la parroquia de Lubre, del municipio de Bergondo, en la provincia de La Coruña, Galicia.

## Demografía
| Gráfica de evolución demográfica de Campo de Leis entre 2000 y 2018 |
|                                                                     |
| Datos según el nomenclátor publicado por el INE.                    |